# Indo Éditions
 (septembre 2024).
Si vous disposez d'ouvrages ou d'articles de référence ou si vous connaissez des sites web de qualité traitant du thème abordé ici, merci de compléter l'article en donnant les références utiles à sa vérifiabilité et en les liant à la section « Notes et références ».
Indo Éditions est une maison d’édition française spécialisée dans les ouvrages historiques relatifs à la guerre d’Indochine. Ces locaux sont au 61, rue de Maubeuge à Paris.

## Publications
- Cyril Bondroit, 3e BCCP, Indochine 1948-1950, 1998,  (ISBN 2-912755-01-8).
- Jean Pierre Pissardy, Commandos Nord-Vietnam, 1951-1954, 1999,  (ISBN 2-914086-00-8).
- Charles-Henry de Pirey, La route morte, RC 4 - 1950, 2002,  (ISBN 2-914086-08-3).
- Henri Estève, Médecin sur la RC 4, 2003,  (ISBN 2-914086-09-1).
- Charles-Henry de Pirey, Vandenberghe, le commando des Tigres Noirs, 2003,  (ISBN 2-914086-05-9).
- Jean Arrighi, L'Epreuve du Guerrier, 2003,  (ISBN 2-914086-06-7).
- Serge Desbois, Le rendez-vous manqué des colonnes Charton et Le Page, Indochine - RC 4 - 1950, 2003,  (ISBN 2-914086-01-6).
- Georges Longeret, Jacques Laurent et Cyril Bondroit, Les combats de la RC 4, face au Vietminh et à la Chine, 2004,  (ISBN 2-914086-07-5).
- Jean-Christophe Brunet, Gendarmes-parachutistes en Indochine, 2005,  (ISBN 2-914086-25-3)
- ANAPI, Les soldats perdus, 2005,  (ISBN 2-914086-24-5).
- LH Ayrolles, L'Indochine ne répond plus, 2005,  (ISBN 2-914086-11-3).
- Louis Constans, Le Fuyard de Lang Son, 2006,  (ISBN 2-914086-28-8).
- Dang Van Viet, Souvenirs d'un colonel Vietminh, 2006,  (ISBN 2-914086-22-9).
- Paul Rignac, Indochine, les mensonges de l’anticolonialisme, 2007,  (ISBN 2-914086-26-1).
- Édouard Terzian, Grand écart, parcours d'un saint-cyrien atypique, 2007,  (ISBN 978-2-914086-29-5).
- Philippe Schaut, Pour l’honneur et par fidélité, 2008,  (ISBN 978-2-914086-32-5).
- Pierre Charton, Il y a la Légion, 2008,  (ISBN 978-2-914086-21-9).
- Alexandre Le Merre, Lieutenant en Pays Thaï, 2008,  (ISBN 978-2-914086-34-9).
- André Boissinot, Armé pour la vie, de Chemillé à l'enfer de Dak Doa, Indochine 1953-1954, 2008,  (ISBN 978-2-914086-35-6).
- René Drelon, Le 5e renfort, les combats de " Ch'tis " en Indochine 1952 - 1954, 2009,  (ISBN 978-2-914086-33-2)
- Paul Rignac, La guerre d’Indochine en questions, 2009,  (ISBN 978-2-914086-49-3).
- Bernard Cabiro, Une vie de guerre, 2010,  (ISBN 978-2-914086-48-6).
- Étienne et Franck Segrétain, Au champ d'honneur, la vie et la mort du chef de bataillon Pierre Segrétain du 1er BEP, 1909 - 1950, 2010,  (ISBN 978-2-914086-14-1).
- Alexandre Le Merre, La Clémence de l’Oncle Hô - Un mensonge meurtrier, 2011,  (ISBN 978-2-914086-36-3).
- Jacques Vollaire, Deux ans de Ka Nha, 2011,  (ISBN 978-2-914086-40-0).
- Bernard Magnillat-Rapp, Les Roses de Pa Kha - Mémoires posthumes d'un officier parachutiste - France - Indochine - Algérie 1944 - 1961, 2011,  (ISBN 978-2-914086-37-0).
- Daniel Sornat, Lieutenant-colonel Jeanpierre - Vies et mort d'un grand légionnaire - 1912 - 1958, 2012,  (ISBN 978-2-914086-38-7).